# Walerian Obolenski
Walerian Walerianowicz Obolenski, pseudonim partyjny N. Osinski, ros. Валериа́н Валериа́нович Оболе́нский (ur. 13 marca?/25 marca 1887 we wsi Byki (ujezd lgowski guberni kurskiej), zm. 1 września 1938 w miejscu egzekucji Kommunarka pod Moskwą) – rosyjski prawnik, polityk bolszewicki, zastępca członka Komitetu Centralnego RKP(b) (1921–1922) i KC WKP(b) (1925–1937), dyplomata ZSRR, kierownik różnych struktur zarządzania gospodarką sowiecką. Ofiara wielkiego terroru w ZSRR.

## Życiorys
Studiował na Uniwersytecie Moskiewskim, następnie w Niemczech, od 1905 związany z ruchem rewolucyjnym, w 1907 wstąpił do SDPRR, prowadził działalność partyjną w Moskwie, Twerze i Charkowie, trzykrotnie aresztowany. W 1916 ukończył studia na Wydziale Prawnym Uniwersytetu Moskiewskiego, w latach 1916–1917 służył w rosyjskiej armii, od marca 1917 członek Moskiewskiego Obwodowego Biura KC SDPRR(b), od 16 sierpnia 1917 do 6 marca 1918 zastępca członka KC SDPRR(b), w listopadzie 1917 członek Charkowskiego Komitetu Wojskowo-Rewolucyjnego, w od listopada do grudnia 1917 był głównym komisarzem Banku Państwowego. Od 25 grudnia 1917 do 22 marca 1918 przewodniczący Najwyższej Rady Gospodarki Narodowej RFSRR, członek Małej Rady Komisarzy Ludowych RFSRR, od marca 1918 pracownik wydziału metalowego Najwyższej Rady Gospodarki Narodowej i członek redakcji „Prawdy”, w 1919 pracownik Wydziału Propagandy Radzieckiej Najwyższej Rady Gospodarki Narodowej, 1919 pełnomocnik WCIK w guberni penzeńskiej i tulskiej, w 1920 przewodniczący Komitetu Wykonawczego Tulskiej Rady Gubernialnej. 
Od sierpnia 1920 do marca 1921 członek Kolegium Ludowego Komisariatu Żywności RFSRR, od 2 marca 1921 do 9 stycznia 1922 zastępca ludowego komisarza rolnictwa RFSRR, od 16 marca 1921 do 27 marca 1922 zastępca członka KC RKP(b), zastępca przewodniczącego Najwyższej Rady Gospodarki Narodowej RFSRR, od 4 czerwca 1923 do 22 marca 1924 przedstawiciel dyplomatyczny ZSRR w Szwecji, od 17 kwietnia do 7 października 1924 ambasador ZSRR w Szwecji, w latach 1924–1925 odkomenderowany do USA. Od lipca 1925 do 3 marca 1928 członek Prezydium Państwowej Komisji Planowania przy Radzie Pracy i Obrony ZSRR, od 31 grudnia 1925 do 25 czerwca 1937 zastępca członka KC WKP(b), od 4 lutego 1926 do 3 marca 1928 zarządca Centralnego Urzędu Statystycznego ZSRR, od 7 lutego do 25 lipca 1927 p.o. zarządcy Centralnego Urzędu Statystycznego RFSRR, w latach 1928–1929 członek Prezydium Akademii Komunistycznej, od maja do grudnia 1929 ponownie członek Prezydium Państwowej Komisji Planowania przy Radzie Pracy i Obrony ZSRR. 
Od grudnia 1929 do grudnia 1930 zastępca przewodniczącego Najwyższej Rady Gospodarki Narodowej ZSRR, od kwietnia 1931 członek kolegium redakcyjnego gazety Izwiestia, od stycznia 1932 do sierpnia 1935 zastępca przewodniczącego Państwowej Komisji Planowania przy Radzie Komisarzy Ludowych ZSRR, od grudnia 1932 do marca 1937 przewodniczący Państwowej Komisji do Określania Plonów i Wielkości Zbiorów Zbóż Brutto, w latach 1935–1937 dyrektor Instytutu Historii Nauki i Techniki Akademii Nauk ZSRR. Od 29 marca 1932 akademik Akademii Nauk ZSRR (nauki społeczno-ekonomiczne), od 1935 akademik Wszechzwiązkowej Akademii Nauk Rolniczych im. Lenina.
W okresie wielkiego terroru 13 października 1937 aresztowany przez NKWD, 29 kwietnia 1938 wykluczony z Akademii Nauk ZSRR. 1 września 1938 skazany na śmierć przez Kolegium Wojskowe Sądu Najwyższego ZSRR zarzutu o udział w kontrrewolucyjnej organizacji terrorystycznej. Stracony tego samego dnia w miejscu egzekucji Kommunarka pod Moskwą, pochowany anonimowo. 
13 czerwca 1957 zrehabilitowany postanowieniem Kolegium Wojskowego SN ZSRR.